# 潘毓桂
潘 毓桂（はん いくけい）は、中華民国の政治家。はじめは直隷派の陳光遠に属し、後に宋哲元の側近をつとめた。さらに中華民国臨時政府、南京国民政府（汪兆銘政権）の要人となっている。字は燕生。なお、山口淑子（李香蘭）を義理の娘としている。

## 事績
清末に挙人となる。日本に留学し、早稲田大学を卒業している。帰国後は民政部五品警官首席秘書、内外城警庁検事、国務院法制局参事、江蘇省督軍署政学参議を歴任する。1917年（民国6年）、直隷派の江西督軍陳光遠の配下となる。督軍公署秘書長、同軍法処処長、景徳鎮統税局局長を歴任した。
1923年（民国12年）からは、蒙蔵院副総裁、国務院参議、津浦鉄路局副局長などに就いている。1935年（民国24年）、宋哲元が平津衛戍司令に任命されると、潘毓桂はその高等顧問となる。同年12月に国民政府行政院が冀察政務委員会を設立すると、政務処処長兼交通委員会委員となった。
1937年（民国26年）7月、潘毓桂は北平治安維持会常務委員、北平警察局局長に任命された。中華民国臨時政府成立後の1938年（民国27年）1月5日、河北省長に転じた高凌霨の後任として、潘は天津特別市市長に特任される。同年4月27日に臨時政府委員（議政委員会委員。特任官）、6月6日に天津特別市工務局局長を、それぞれ兼任した。
潘毓桂が天津特別市市長に抜擢された理由は、北平での「抗日反満分子」を鎮圧する「法官出身の凄腕」、「辣腕と迫力」を買われてのこととされる。ところが潘は天津市の地元人士からの声望に乏しく、日本軍の天津特務機関からも意中の人物とされていなかった。そのため、次第に日本側の信任を得て台頭してきた津海関監督・温世珍に潘は市長の地位を脅かされるようになり、これと政争を繰り広げている。翌1939年（民国28年）になると、天津特務機関長・柴山兼四郎（大佐）から辞職勧告を受けるまでに至ったとされる。
様々な圧力に屈した潘毓桂は、同年3月24日、ついに天津特別市市長事務の代行を臨時政府行政委員会に要請、温世珍が市長代行となる。4月25日、潘は病気を理由として市長を辞職、温が後任の市長に正式任命された。市長辞職後も、兼任していた市公署工務局局長には何故か留まっていたが、これも5月19日に辞職し、臨時政府委員専任となっている。その後、潘は日本を一時訪問した。
1940年（民国29年）3月30日、南京国民政府（汪兆銘政権）に臨時政府が合流し、華北政務委員会に改組される。同日、臨時政府委員の地位をそのまま引き継ぐかのように、潘毓桂は華北政務委員会委員に特派された。なお、現職市長・温世珍の華北政務委員会委員兼任は何故か半年近く遅れ、9月12日にようやく発令された。しかし、潘が華北政務委員会で復権を果たすことは無かった。翌1943年（民国32年）11月11日、華北政務委員会が改組された際に潘は委員を罷免された。
日本敗北後、潘毓桂は漢奸として逮捕、収監された。中華人民共和国成立後の1961年11月12日、上海の獄中で死去した。享年78。